# WrestleMania 35
WrestleMania 35 là sự kiện pay-per-view và sự kiện WWE Network lần 35 WrestleMania dành cho Raw, SmackDown và 205 Live. Được tổ chức tại East Rutherford, New Jersey vào ngày 7 tháng 4 năm 2019. Tại WrestleMania 35, lần đầu tiên phụ nữ được tham gia một sự kiện chính và cũng là lần đầu kể từ WrestleMania 2000 không có sự tham gia của The Undertaker.
Ngoài ra còn 16 trận đấu khác. Trong sự kiện chính, Becky Lynch đã đánh bại Nhà vô địch WWE Raw Women's Championship Ronda Rousey và nhà vô địch WWE Smackdown Women's Championship Becky Lynch trong trận người thắng có tất cả để giành cả hai danh hiệu. Kofi Kingston đánh bại Daniel Bryan để giành đai WWE Championship và Seth Rollins thắng Brock Lesnar để lần đầu tiên vô địch đai WWE Universal Championship. WrestleMania 35 cũng chứng kiến hai trận đấu cuối cùng của hai đô vật kỳ cựu: Kurt Angle thua trận đấu chia tay trước Baron Corbin và Batista thua Triple H trong trận No Holds Barred và cả hai đều nghỉ hưu sau sự kiện này.

## Chuẩn bị

### Tổ chức

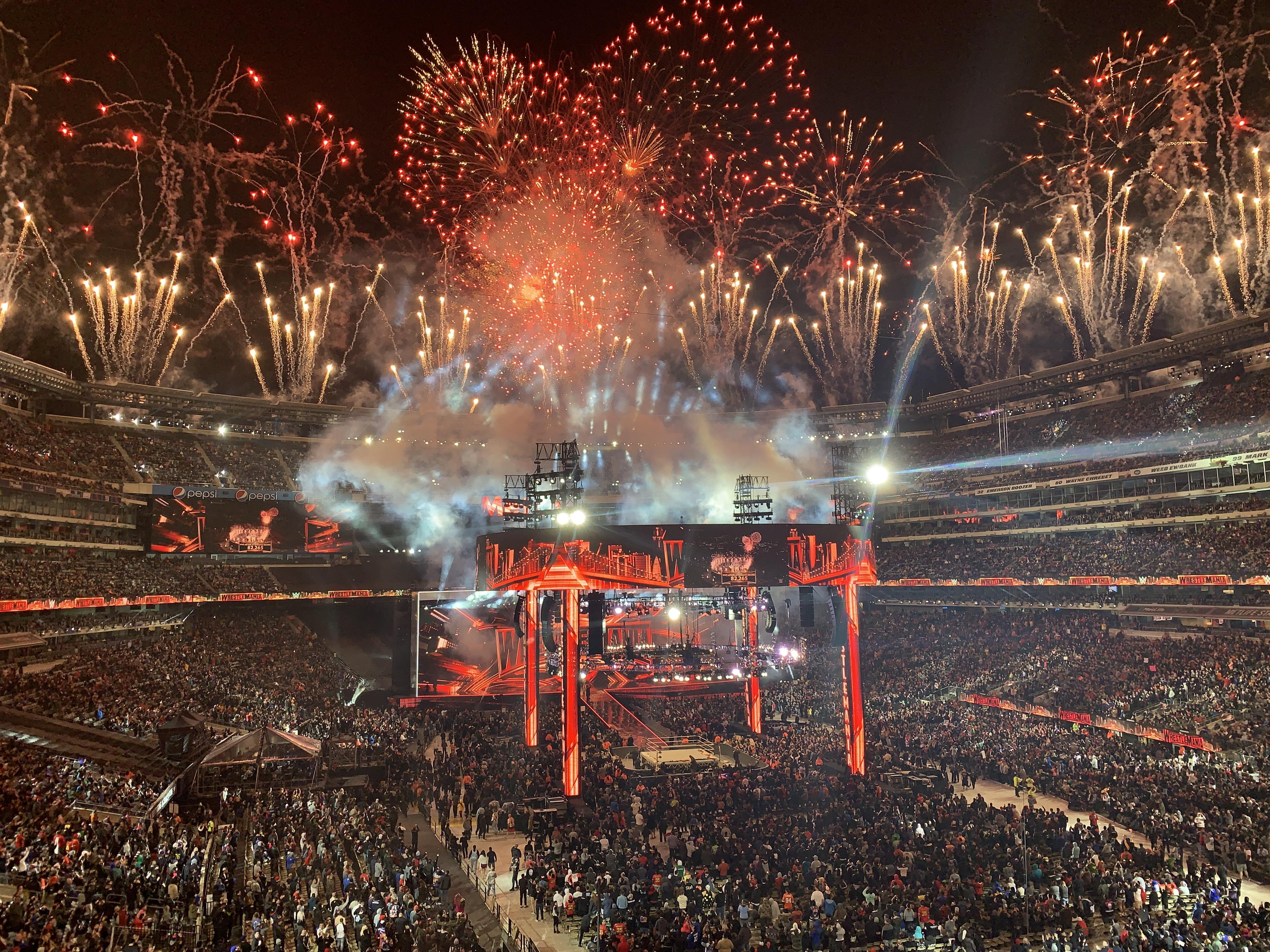
Sân vận động MetLife, nơi tổ chức WrestleMania 35

WresleMania được coi là sự kiện hàng đầu của WWE kể từ 1985. Được xếp hạng thứ sáu thế giới bởi Forbes, WrestleMania được mô tả là Super Bowl của thể thao giải trí. Sự kiện này là WrestleMania thứ 4 được tổ chức tại New Jersey, sau IV, V, 29 và lần thứ sáu của khu vực đô thị New York (I, 2,
X,
XX và 29).
Hai bài hát trong sự kiện là "Love Runs Out" của OneRepublic (chính) và Work của Chrish Classic (phụ). Ngoài ra còn một bài hát khác, "Cờ trắng" của Bishop Briggs . Raw 11 tháng 3, Alexa Bliss được tiết lộ là chủ nhà của WrestleMania 35 và Raw tuần sau, Elias cho biết anh sẽ có buổi biểu diễn âm nhạc trong sự kiện này.
Một số người nổi tiếng đã tham gia chương trình này. Raw. 14 tháng 3, Colin Jost và Michael Che của ''Saturday Night Live'' được giới thiệu là phóng viên đặc biệt sự kiện này. Joan Jett biểu diễn bài hát "Bad Reputing" trực tiếp làm nhạc nền cho Ronda Rousey tiến vào Ring. Yolanda Adams biểu diễn "America the Beautiful" bắt đầu chương trình.

### Cốt truyện

#### Trận sự kiện chính

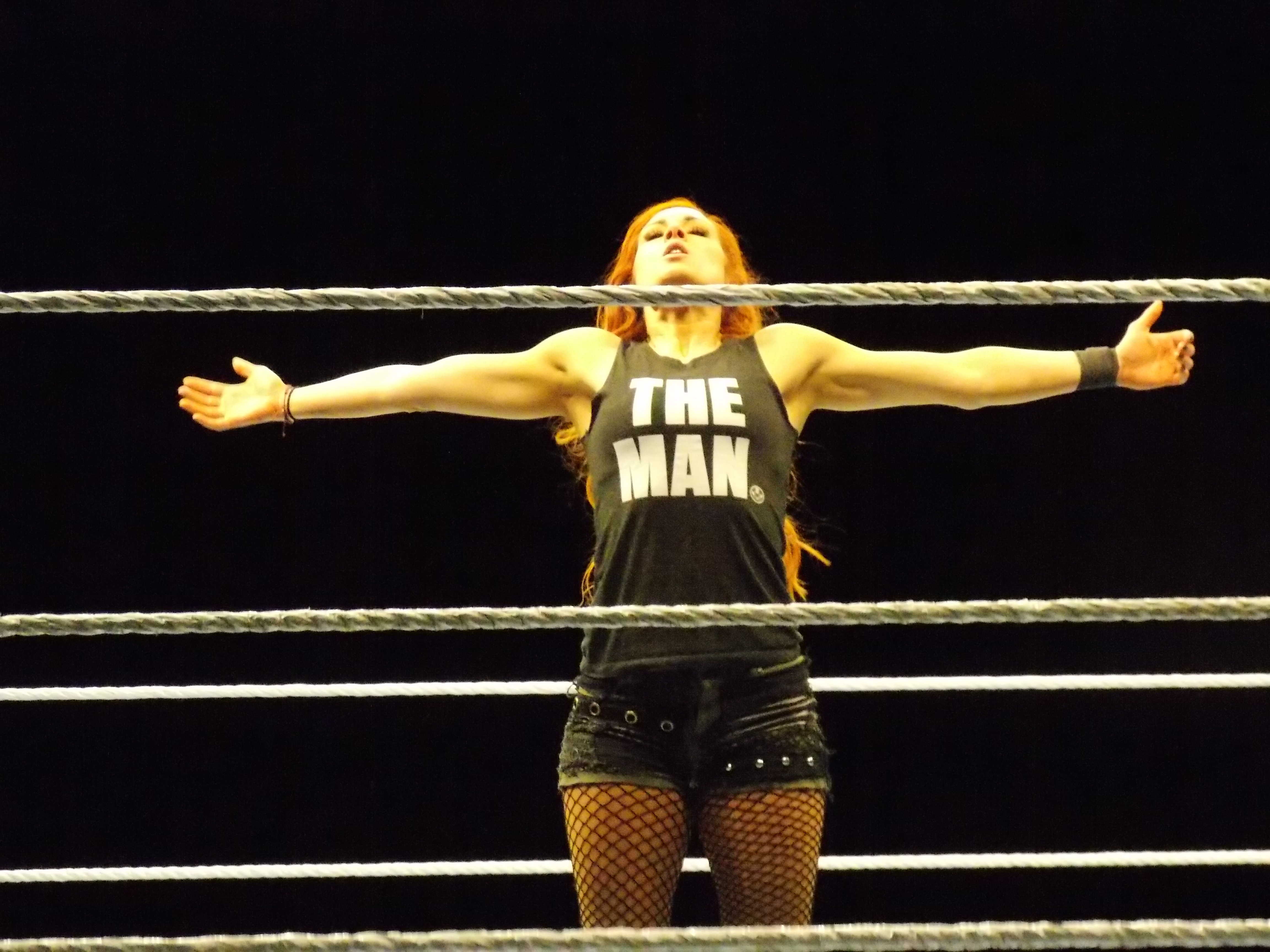
Becky Lynch người thắng trận Royal Rumble nữ 2019 và đã chọn đối đầu với nhà vô địch WWE Raw Women's Championship Ronda Rousey tại WrestleMania 35. Nhưng cô đã được thay thế bởi Charlotte Flair, nhưng cô trở lại và tuyên bố trận đấu tại sự kiện này sẽ là người thắng có tất cả sau khi Flair cũng vừa giành đai WWE SmackDown Women's Championship

Tại SummerSlam, Becky Lynch và Charlotte Flair tham gia trận đấu ba người tranh đai WWE Smackdown Women's Championship, và Flair đã thắng. Sau đó, Becky tấn công Flair và chấm dứt tình bạn của họ, Lynch đánh bại Flair và giành đai tại Hell in a Cell. Tại Survivor Series, Lynch đáng ra phải đối đầu Ronda Rousey nhưng vì chấn thương đầu gối nên Flair được thay thế. Lynch thất bại trong trận giành danh hiệu tại Royal Rumble, và dù vẫn bị chấn thương ở đầu gối nhưng vẫn đối mặt Rousey để tranh đai WWE Raw Women's Championship tại WrestleMania. Lynch bị đình chỉ vì từ chối kiểm tra đầu gối. Sau khi đã kiểm tra, Vincent Mcmahon đình chỉ Lynch 60 ngày, thay thế bằng Flair. Lynch tiếp tục vi phạm cho đến khi lệnh đình chỉ bị gỡ. Tại Fastlane, Lynch đánh bại Charlotte. Và trận đấu tại WrestleMania sẽ thành trận đấu ba người. Flair đánh bại Asuka giành đai WWE Smackdown Women's Championship và trận đấu tại sự kiện này sẽ là người thắng có tất cả.

#### Các trận đấu tranh chức vô địch thế giới

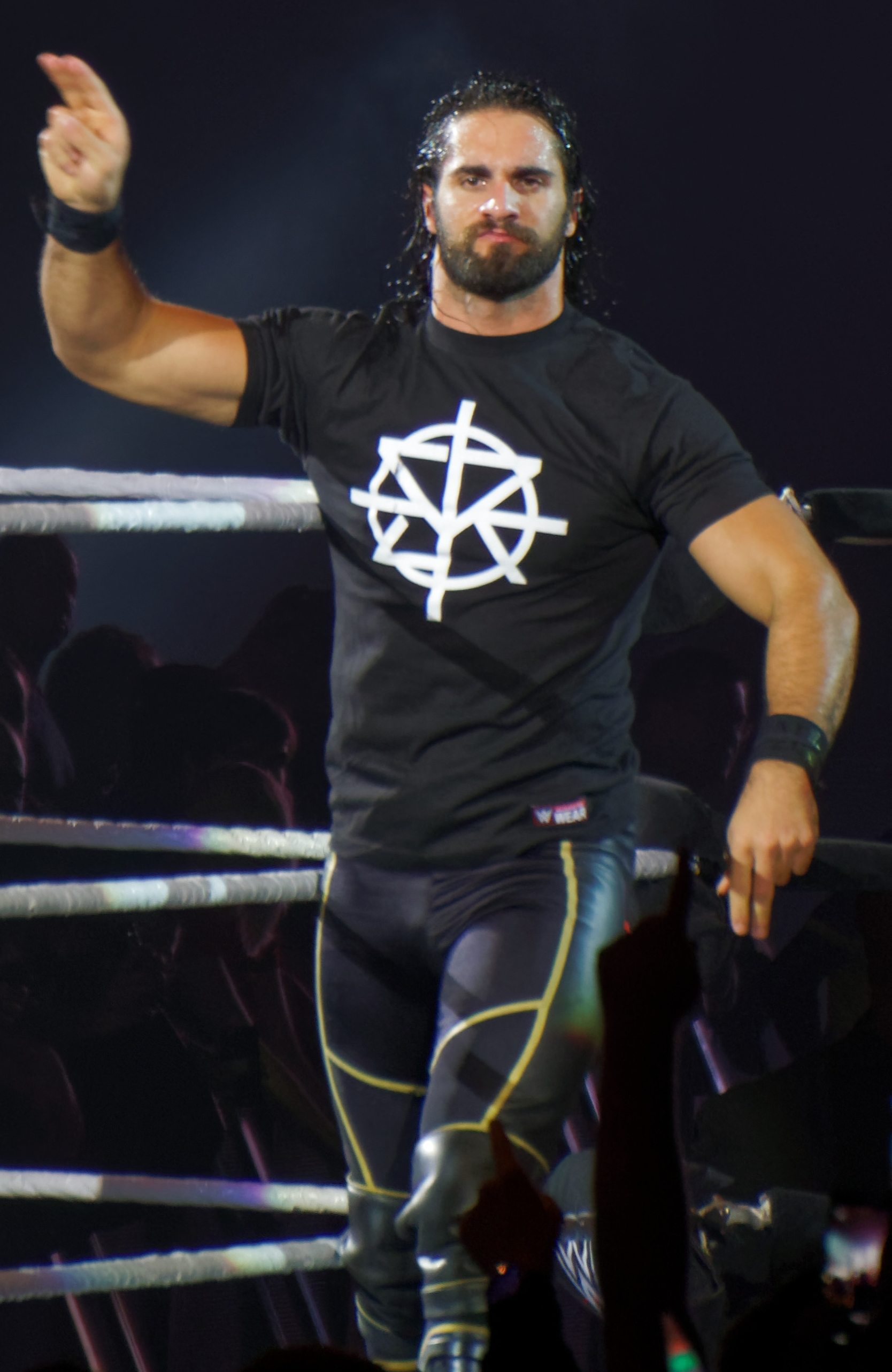
Seth Rollins - người chiến thắng trận Royal Rumble nam 2019 và thách đấu Brock Lesnar cho đai WWE Universal Championship

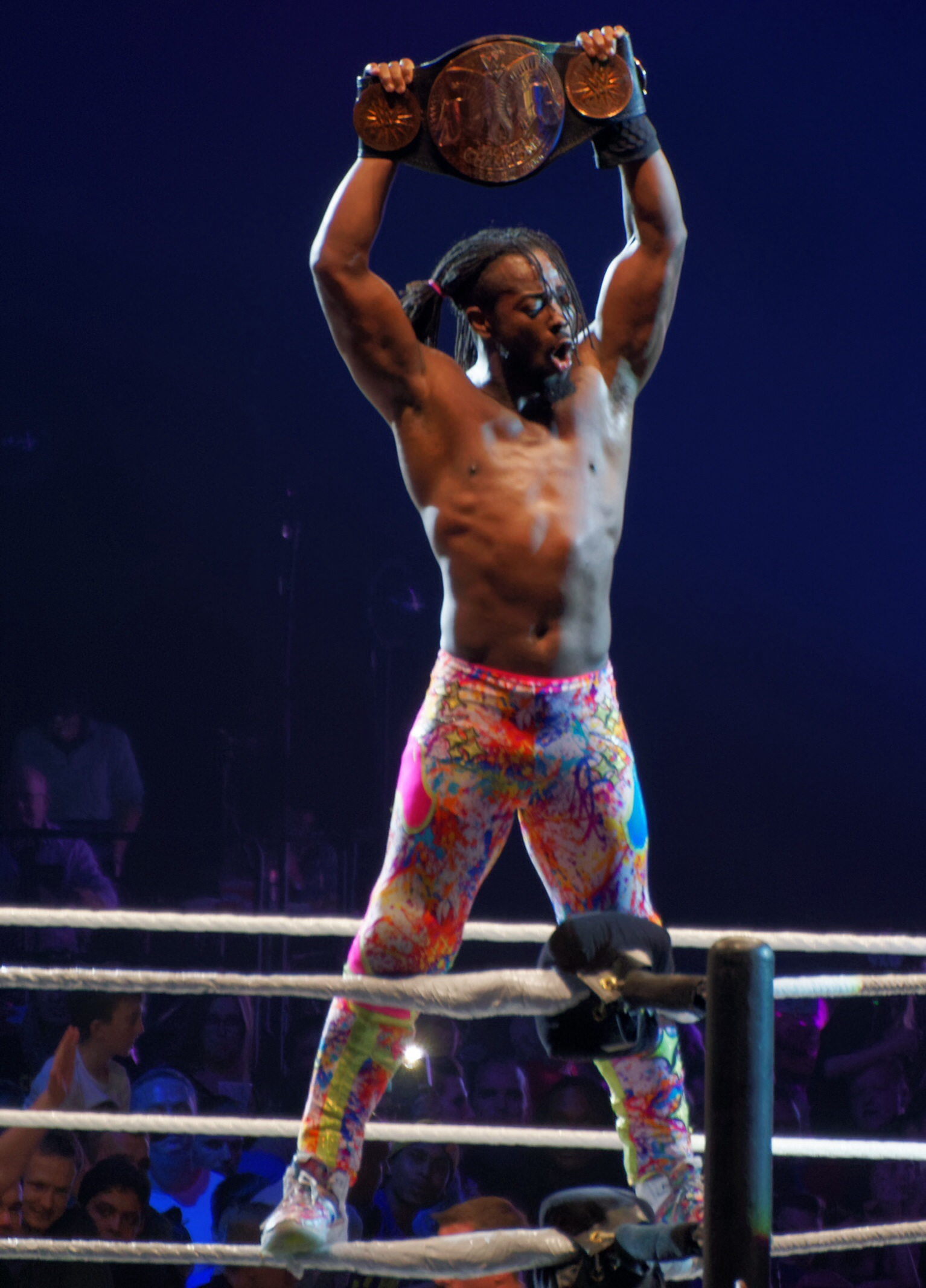
Mặc dù Vince McMahon luôn cố ngăn cản nhưng Kofi Kingston vẫn sẽ đấu với Daniel Bryan cho WWE Championship tại WrestleMania 35, cơ hội vô địch sau 11 năm ở WWE

Tại Royal Rumble, Seth Rollins thắng, được chọn tranh bất cứ đai nào tại WrestleMania. Paul Heyman cố ngăn Rollins không nên tranh đai của Brock Lesnar. Anh đã chọn thách đấu Lesnar cho đai WWE Universal Championship tại WrestleMania.
Smackdown 12 tháng 2, Kofi Kingston thay thế Mustafa Ali bị thương tham gia Elimination Chamber 2019 để tranh đai WWE Championship. Kofi thắng và tại Elimination Chamber, Daniel Bryan vẫn giữ đai. Kofi sẽ tái đấu Bryan tại Fastlane sau khi thắng trận đấu 6 người nhưng bị Vincent Mcmahon thay bằng Kevin Owens mới trở lại. Sau đó, New Day face-to-face Mcmahon khi cho rằng ông đã lừa Kofi. Mcmahon đồng ý rằng nếu Kofi thắng một trận đấu thì mới được tranh đai với Bryan tại WrestleMania. Kofi thắng, nhưng Mcmahon cho thêm đối thủ nữa là Daniel Bryan. Smackdown 26 tháng 3, New Day lại face-to-face Mcmahon và ông lại hứa Kofi sẽ được tranh đai nếu New Day đấu một trận đặc biệt. New Day đã thắng. Như vậy, Kofi Kingston sẽ tranh đai WWE Championship tại WrestleMania.

#### Các trận khác
Tại show Raw 1000, các thành viên nhóm Evolution gặp lại nhau. Một thành viên Evolution Batista đã tấn công thành viên khác của nhóm Ric Flair vào sinh nhật lần thứ 70 của mình. Batista muốn một trận đấu với Triple H khi cho rằng mình luôn bị anh ta điều khiển. Và Triple H đồng ý với điều kiện đây là trận No Holds Barred và nó sẽ diễn ra tại sự kiện này.

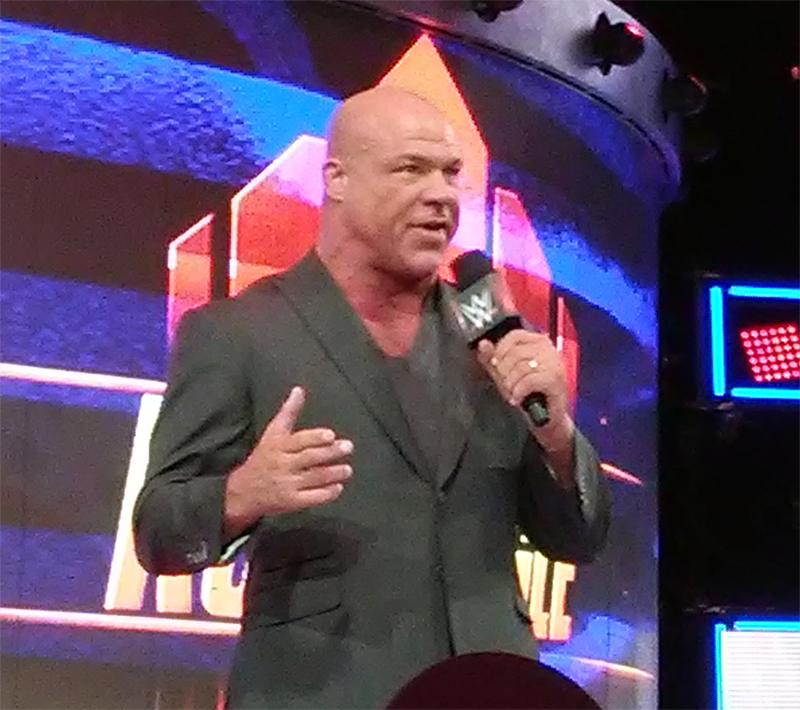
Kurt Angle đã có trận đấu chia tay tại WrestleMania 35 với Baron Corbin

Show Raw 11 tháng 3, WWE Hall of Fame Kurt Angle trở lại để nói về việc mình sẽ nghỉ hưu và sẽ đấu trận cuối cùng tại WestleMania. Trong thời gian này, Angle đang có mối thù với Baron Cobin khi Cobin cướp mất quyền Quản lý Raw của ông (2017-2018) và trở thành quản lý mới.
Tại Crown Jewel, Shane Mcmahon thắng giải WWE World Cup, thay thế The Miz khi Miz bị chấn thương tại trận chung kết. Sau đó, Miz mời Shane cùng thành lập một đội. Họ giành đai Smackdown Tag Team Championship tại Royal Rumble, trước khi mất đai tại Elimination Chamber và Fastlane, Shane tấn công Miz và cha Miz. Shane cho rằng Miz sẽ thua, và sẽ đánh bại Miz lần nữa, trận đấu sẽ diễn ra tại WrestleMania. Miz chấp nhận thử thách và đây sẽ là trận đè đếm mọi nơi.
Sau khi ngồi ngoài một thời gian, Randy Orton loại A.J. Styles trong trận Elimination Chamber cho đai WWE Championship. Tại Fastlane, Orton tấn công Elias từ phía sau nhưng bị trúng đòn từ Styles. Tại Smackdown, Orton nói A. J. Styles luôn nói "Smackdown là nhà do A. J. Styles xây dựng", Orton đã bắt đầu sự nghiệp WWE từ năm 2002, khi A. J còn thi đấu ở đâu đâu trước khi ra mắt WWE năm 2016. Styles nói anh tự hào khi xuất thân từ tầng lớp bình dân còn hơn người nhờ bố xin việc hộ. Anh thách đấu Orton tại WresleMania và Orton đồng ý.

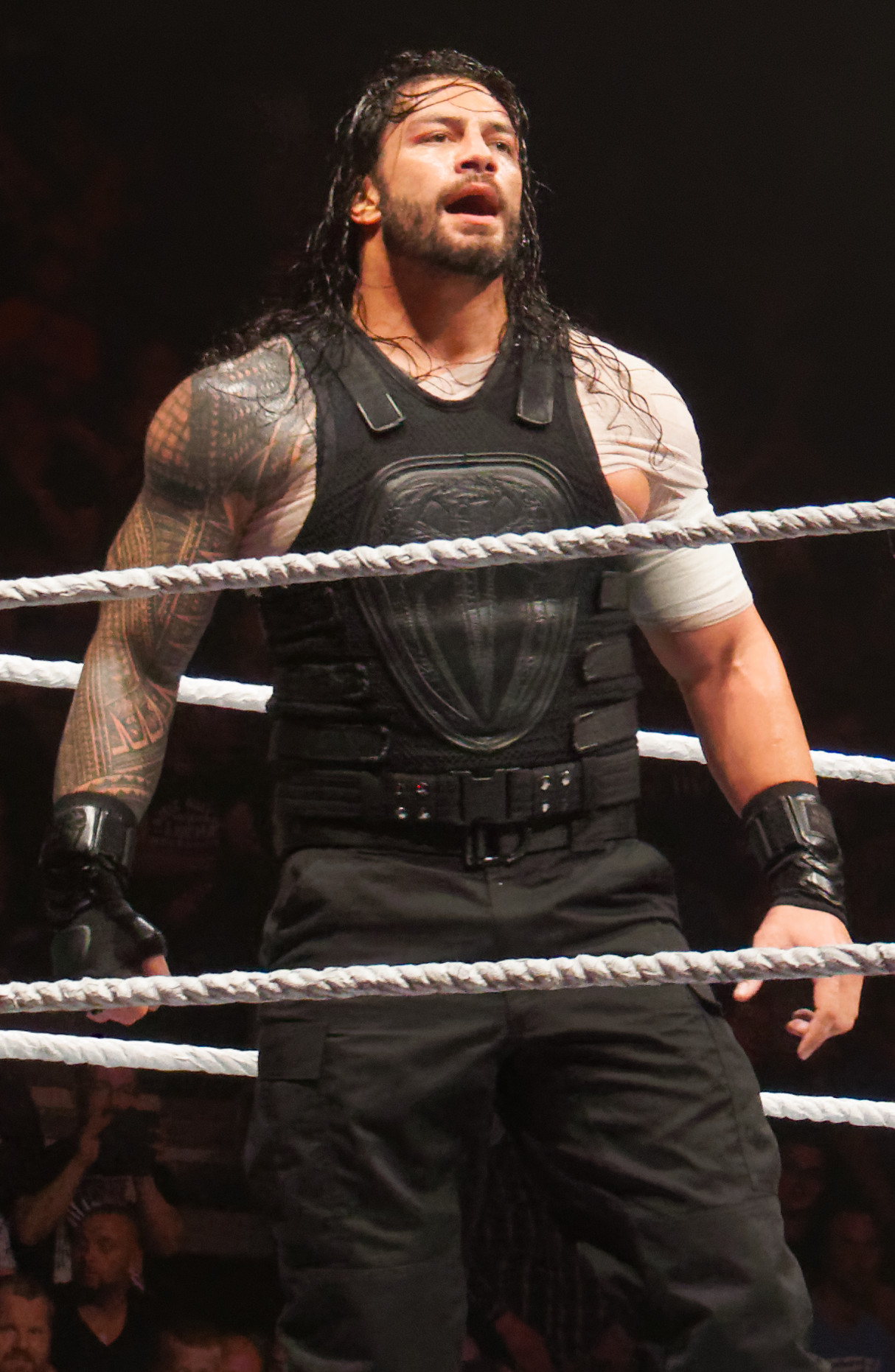
Sau khi quay trở lại sau trận chiến với căn bệnh bạch cầu, Roman Reigns liên tục bị Drew McIntyre chế giễu, người đã thách đấu Roman tại WrestleMania 35 - trận đấu đơn đầu tiên của Reigns sau sáu tháng

Roman Reigns, người vắng mặt từ tháng 10 năm 2018 để điều trị bệnh ung thư máu, trở lại vào 25 tháng 2 năm 2019 để thông báo anh đã khỏi cũng như đấu vật được. Sau Fastlane, Drew McIntyre tấn công Reigns, đánh bại Dean Ambrose tại trận đè đếm mọi nơi và Seth Rollins, đồng thời muốn đấu với Reigns. McIntyre tới để hủy diệt The Sheild, sẽ khiến Roman phải nằm viện và gia đình Roman thất vọng về anh. Reigns đồng ý.
Sau khi trở thành những nhà vô địch WWE Tag Team Women's Championship tại Elimination Chamber: The Boss 'n' Hug Connection (Bayley và Sasha Banks) nói họ sẽ bảo vệ đai tại các chương trình đấu vật WWE: Raw, Smackdown và NXT. Họ vẫn đai trước Nia Jax và Tamina tại Fastlane và sau đó được The IIconics gọi ra. Trong tập phim Raw 18 tháng 3, WWE Hall of Famer Beth Phoenix đã nghỉ hưu trở lại hợp tác với Natalya và thách thức tranh đai vô địch tại WrestleMania. Đêm tiếp theo tại Smackdown, The IIconics đánh bại The Boss 'n' Hug Connection trong một trận đồng đội. Các nhà vô địch sau đó được thông báo sẽ phải đối đầu The IIconics và Beth Phoenix và Natalya trong trận đấu bốn người tại WrestleMania.
Tại Elimination, Finn Bálor đánh bại Bobby Lashley và Lio Rush để giành đai WWE Intercontinental Championship. Lashley giành lại đai tại Raw 11 tháng 3 khi có sự giúp đỡ từ Lio Rush. Raw 25 tháng 3, Bálor đánh bại cả Lashley và Jinder Mahal trong trận đấu handicap và lấy đai. Finn cũng cảnh báo Lashley sẽ phải đối mặt với "Ác Quỷ".
Trong tập phim SmackDown 2 tháng 4, Alexa Bliss thông báo The Usos khi không đấu với New Day sẽ gặp hậu quả. Và cô lên kế hoạch bảo vệ đai đồng đội trước Ceasaro và Sheamus, Aleister Black và Ricochet và Rusev và Shinsuke Nakamura.

#### Các trận đấu trước Kick-off
Trong 205 Live! ngày 19 tháng 2, Tổng giám đốc Drake Maverick lên kế hoạch cho giải đấu tám người, và người thắng sẽ gặp Buddy Murphy cho WWE Cruserweight Champion trong phần trước Kick-off WretsleMania 35. Các tuần tới, Tony Nese, Drew Gulak, Oney Lorcan, Cedric Alexander, Kalisto, The Brian Kendrick, Humberto Carrillo và Akiza Tozawa tham gia giải đấu. Nese thắng trận. 
Trong Raw ngày 4 tháng 3, Braun Strowman phải đối mặt hai nhân viên hậu trường Saturday Night Live Colin Jost và Michael Che. Jost đặt câu hỏi về tính hợp pháp của môn đấu vật chuyên nghiệp, và Strowman bóp cổ anh ta. Tuần sau, Che và Jost tỏ vẻ ăn năn khi tặng một chiếc xe mới toanh tặng Strowman nhưng Strowman phá hủy nó. Ngày 25 tháng 3 trong Raw, Strowman thách Jost một trận đấu tại Andre the Giant Memorial Battle. Che đồng ý thay mặt Jost và Che cũng tham gia.

## Những người tham gia
| Vai trò                          | Tên                                         |
| -------------------------------- | ------------------------------------------- |
| Chủ nhà                          | Alexa Bliss                                 |
| Bình luận viên Tiếng Anh         | Michael Cole (Raw)                          |
| Bình luận viên Tiếng Anh         | Corey Graves (Raw/SmackDown)                |
| Bình luận viên Tiếng Anh         | Renee Young (Raw/Women's Battle Royal)      |
| Bình luận viên Tiếng Anh         | Tom Phillips (Smackdown/André Battle Royal) |
| Bình luận viên Tiếng Anh         | Byron Saxton (Smackdown/André Battle Royal) |
| Bình luận viên Tiếng Anh         | Vic Josheph (205 Live/Women's Battle Royal) |
| Bình luận viên Tiếng Anh         | Nigel McGuinness 205 Live                   |
| Bình luận viên Tiếng Anh         | Aiden English 205 Live/André Battle Royal   |
| Bình luận viên Tiếng Anh         | Percy Watson (Women's Battle Royal)         |
| Bình luận viên Tiếng Anh         | Paige (Women's Tag Team Title Match)        |
| Bình luận viên Tiếng Anh         | Booker T (United States Championship)       |
| Bình luận viên Tiếng Anh         | Shawn Michaels Triple H vs Batista          |
| Bình luận viên Tiếng Anh         | JBL (Angle vs Cobin)                        |
| Bình luận viên tiếng Tây Ban Nha | Carlos Cabrera                              |
| Bình luận viên tiếng Tây Ban Nha | Marcelo Rodríguez                           |
| Bình luận viên tiếng Tây Ban Nha | Jerry Soto                                  |
| Bình luận viên Đức               | Carsten Schaefer                            |
| Bình luận viên Đức               | Tim Haber                                   |
| Bình luận viên Đức               | Calvin Knie                                 |
| Người thông báo                  | Grey Hamilton Smackdown/205 Live            |
| Người thông báo                  | Mike Roma André Battle Royal                |
| Người thông báo                  | Lilian Garcia Women's Battle Royal          |
| Trọng tài                        | Charles Robinson                            |
| Trọng tài                        | Danilo Anfibio                              |
| Trọng tài                        | Jason Ayers                                 |
| Trọng tài                        | Shawn Bennett                               |
| Trọng tài                        | Jessika Carr                                |
| Trọng tài                        | Tom Castor                                  |
| Trọng tài                        | Mike Chioda                                 |
| Trọng tài                        | Dan Engler                                  |
| Trọng tài                        | Darrick Moore                               |
| Trọng tài                        | Chad Patton                                 |
| Trọng tài                        | Eddie Orengo                                |
| Trọng tài                        | Charles Robinson                            |
| Trọng tài                        | Darryl Sharma                               |
| Trọng tài                        | Ryan Tran                                   |
| Trọng tài                        | Drake Wuertz                                |
| Trọng tài                        | Rod Zapata                                  |
| Người phong vấn pre-show         | Kayla Braxton                               |
| Bảng điều khiển trước buổi diễn  | Jonathan Coachman                           |
| Bảng điều khiển trước buổi diễn  | Sam Roberts                                 |
| Bảng điều khiển trước buổi diễn  | Paige                                       |
| Bảng điều khiển trước buổi diễn  | JBL                                         |
| Bảng điều khiển trước buổi diễn  | Edge                                        |
| Bảng điều khiển trước buổi diễn  | Chrishtian                                  |
| Bảng điều khiển trước buổi diễn  | Jerry Lawler                                |
| Bảng điều khiển trước buổi diễn  | Shawn Michaels                              |
| Bảng điều khiển trước buổi diễn  | Booker T                                    |
| Bảng điều khiển trước buổi diễn  | David Otunga                                |
| Người phỏng vấn trước buổi diễn  | Charly Caruso                               |
| Người phỏng vấn trước buổi diễn  | Pat McAfee                                  |

## Sự kiện

### Pre-show
Bốn trận đấu được tranh cãi đã diễn ra trước sự kiện hai tiếng. Trong trận đầu tiên, Buddy Murphy bảo vệ đai Cruiserweight Championship trước Tony Nese. Cuối cùng, Nese tung Running Kneese với Murphy, người ngồi trong góc võ đài để giành danh hiệu.
Trận Battle Royal nữ diễn ra tiếp theo. Cuối trận, Sarah Lorgan dường như đã suýt loại bỏ được Asuka, nhưng Carmella, người thực sự chưa bị loại, đã vào võ đài và loại Lorgan để giành chiến thắng trận đấu và được nhận một chiếc cup.
Sau đó, The Revival (Scott Dawson và Dash Wilder) đã bảo vệ đai WWE Raw Tag Team Championship trước Curt Hawkins và Zack Ryder. Cuối cùng, Dawson tung một cú đá vào não của Hawkin ngoài võ đài, sau đó đưa anh ta trở lại võ đài. Hawkin giả vờ bất tỉnh và sau đó cuộn Dawson để giành đai cho anh và Ryder kết thúc chuỗi trận thua 269 của Hawkin.
Trận đấu cuối cùng tại pre-show là trận André the Giant Memorial Battle Royal. Trong phần lớn trận đấu, các phóng viên WrestleMania, Colin Jost và Michael Che đã trốn dưới võ đài. Cuối cùng, khi The Hardy Boyz cố loại Braun Strowman, Che và Jost đã vào võ đài để cùng giúp đỡ loại Strowman, tuy nhiên Strowman áp đảo bốn người và loại Hardy Boyz. Jost đã cố giải quyết mọi chuyện với Strowman bằng cách mời nhà trị liệu của anh ta vào võ đài, nhưng Strowman đã tấn công nhà trị liệu, sau đó loại bỏ Che. Strowman nâng Jost lên và ném ra khỏi võ đài lên đầu các đô vật khác để giành chiến thắng. 

## Kết quả
| #                                                                                     | Kết quả | Thể loại | Thời gian |
| ------------------------------------------------------------------------------------- | --- | --- | --------- |
| 1P                                                                                    | Tony Nese đánh bại Buddy Murphy (c) | Trận đấu đơn tranh đai WWE Cruiserweight Championship                                                                  | 10:40     |
| 2P                                                                                    | Carmella thắng bằng cách loại Sarah Lorgan | 17 nữ trận WrestleMania Women's Battle Royal                                                                           | 10:30     |
| 3P                                                                                    | Curt Hawkins và Zack Ryder đánh bại The Revival (Dash Wilder và Scott Dawson) (c)                                                                                             | Trận đấu đồng đội cho WWE Raw Tag Team Championship                                                                    | 13:20     |
| 4P                                                                                    | Braun Strowman thắng bằng cách loại Colin Jost | Trận đấu 30-man tưởng nhớ Andre the Giant                                                                              | 10:20     |
| 5                                                                                     | Seth Rollins đánh bại Braun Strowman (c) (với Paul Heyman | Trận đấu đơn cho đai WWE Universal Chanpionship                                                                        | 2:30      |
| 6                                                                                     | AJ Styles đánh bại Randy Orton | Trận đấu đơn | 16:20     |
| 7                                                                                     | The Usos (Jey Usos và Jimmy Usos) (c) đánh bại Aleister Black và Ricochet, Rusev và Shinsuke Nakamura (với Lana), và The Bar (Cesaro và Sheamus                               | Trận đấu đồng đội tranh đai WWE SmackDown Tag Team Championship                                                        | 10:10     |
| 8                                                                                     | Shane McMahon đánh bại The Miz | Trận đấu đè đếm mọi nơi                                                                                                | 15:30     |
| 9                                                                                     | The IIconics (Billie Kay và Peyton Royce) đánh bại The Boss 'n' Hug Connection (Bayley và Sasha Banks) (c), Nia Jax và Tamina, và The Divas of Doom (Beth Phoenix và Natalya) | Trận đấu đồng đội bốn bên tranh đai WWE Women's Tag Team Championship                                                  | 10:45     |
| 10                                                                                    | Kofi Kingston (với Big E và Xavier Woods đánh bại Daniel Bryan (c) (với Rowan                                                                                                 | Trận đấu đơn tranh đai WWE Championship                                                                                | 23:45     |
| 11                                                                                    | Samoa Joe (c) đánh bại Rey Mysterio | Trận đấu đơn tranh đai WWE United States Championship                                                                  | 1:00      |
| 12                                                                                    | Roman Reigns đánh bại Drew McIntyre | Trận đấu đơn | 10:10     |
| 13                                                                                    | Triple H đánh bại Batista | Trận đấu No Hold Barred Nếu Triple H thua, anh sẽ bắt buộc phải nghỉ hưu từ cuộc đấu trong võ đài                      | 24:45     |
| 14                                                                                    | Baron Corbin đánh bại Kurt Angle | Trận đấu đơn Đây là trận đấu chia tay của Kurt Angle                                                                   | 6:05      |
| 15                                                                                    | "The Demon" Finn Bálor đánh bại Bobby Lashley (c) với Lio Rush | Trận đấu đơn tranh đai WWE Intercontinental Championship                                                               | 4:05      |
| 16                                                                                    | Becky Lynch đánh bại Ronda Rousey (c) (Raw) và Charlotte Flair (c) (SmackDown)                                                                                                | Trận đấu ba bên người thắng có tất cả tranh các đai WWE Raw Women's Championship và WWE SmackDown Women's Championship | 21:30     |
| - (c) – chỉ người vô địch bước vào trận đấu - P – chỉ trận đấu diễn ra trong pre-show | | |           |

1. ↑  Những người còn lại bị loại trong trận elimination: Maria Kanellis, Nikki Cross, Candice LeRae, Naomi, Ember Moon, Lana, Kairi Sane, Ruby Riott, Liv Morgan, Zelina Verga, Dana Brooke, Mandy Rose, Mickie James, Sonya Deville, Asuka, Sarah Lorgan.
2. ↑  các đô vật khác bị loại: Curtis Axel,  Lince Dorado, Tyler Breeze, EC3, Shelton Benjamin, Bo Dallas, Heath Slater, Titus O'Neil, No Way Jose, Karl Anderson, Rhyno, Bobby Roode, Gran Metalik, Kalisto, Chad Gable, Konnor, Viktor, Luke Gallows, Otis, Tucker, Jinder Mahal, Luke Harper, Ali, Apollo Crews, Andrade, Matt Hardy, Jeff Hardy, Michael Che

### Trận tranh đai WWE Cruiserweight Championship #1 giải đấu
|  | Vòng 1 205 Live    | Vòng 1 205 Live  | Vòng 1 205 Live  |                  |           | Vòng bán kết 205 Live | Vòng bán kết 205 Live | Vòng bán kết 205 Live |  |  | Vòng chung kết 205 Live | Vòng chung kết 205 Live | Vòng chung kết 205 Live |  |
|  |                    |                  |                  |                  |           |                       |                       |                       |  |  |                         |                         |                         |  |
|  | Tony Nese          | Tony Nese        | Đè đếm           |                  |           |                       |                       |                       |  |  |                         |                         |                         |  |
|  | Tony Nese          | Tony Nese        | Đè đếm           |                  |           |                       |                       |                       |  |  |                         |                         |                         |  |
|  | Kalisto            |                  |                  |                  |           |                       |                       |                       |  |  |                         |                         |                         |  |
|  |                    | Tony Nese        | Tony Nese        | Đè đếm           |           |                       |                       |                       |  |  |                         |                         |                         |  |
|  |                    |                  |                  | Đè đếm           |           |                       |                       |                       |  |  |                         |                         |                         |  |
|  |                    |                  | Drew Gulak       |                  |           |                       |                       |                       |  |  |                         |                         |                         |  |
|  | The Brian Kendrick |                  |                  |                  |           |                       |                       |                       |  |  |                         |                         |                         |  |
|  |                    |                  |                  |                  |           |                       |                       |                       |  |  |                         |                         |                         |  |
|  | Drew Gulak         | Drew Gulak       | Đòn khóa         |                  |           |                       |                       |                       |  |  |                         |                         |                         |  |
|  | Drew Gulak         | Drew Gulak       | Đòn khóa         |                  | Tony Nese | Tony Nese             | Đè đếm                |                       |  |  |                         |                         |                         |  |
|  |                    |                  |                  |                  |           |                       |                       |                       |  |  |                         |                         |                         |  |
|  |                    |                  | Cedric Alexander |                  |           |                       |                       |                       |  |  |                         |                         |                         |  |
|  | Humberto Carrillno |                  |                  |                  |           |                       |                       |                       |  |  |                         |                         |                         |  |
|  |                    |                  |                  |                  |           |                       |                       |                       |  |  |                         |                         |                         |  |
|  | Oney Lorcan        | Oney Lorcan      | Đè đếm           |                  |           |                       |                       |                       |  |  |                         |                         |                         |  |
|  | Oney Lorcan        | Oney Lorcan      | Đè đếm           | Oney Lorcan      |           |                       |                       |                       |  |  |                         |                         |                         |  |
|  |                    |                  |                  |                  |           |                       |                       |                       |  |  |                         |                         |                         |  |
|  |                    |                  | Cedric Alexander | Cedric Alexander | Đè đếm    |                       |                       |                       |  |  |                         |                         |                         |  |
|  | Cedric Alexander   | Cedric Alexander | Cedric Alexander | Cedric Alexander | Đè đếm    | Đè đếm                |                       |                       |  |  |                         |                         |                         |  |
|  | Cedric Alexander   | Cedric Alexander |                  |                  |           |                       |                       |                       |  |  |                         |                         |                         |  |
|  | Akiza Torawa       |                  |                  |                  |           |                       |                       |                       |  |  |                         |                         |                         |  |